# Юля Финесс
Ю́ля Фине́сс (настоящее имя — Ю́лия Влади́мировна Максимо́вская; род. 23 августа 2004, Крутец, Пензенская область) — российская треш-блогерша, известная своим экстраординарным аморальным поведением и конфликтами.

## Биография
Родилась 23 августа 2004 года в селе Крутец Колышлейского района Пензенской области, Россия.
Первую волну популярности блогерша получила в январе 2022 года, когда попыталась совершить суицид из-за долгов. Девушка заявляла, что работала закладчицей и украла у работодателей «товара» на полмиллиона рублей. Наибольшую известность девушке принесла серия коротких роликов, записанных в ресторане «Burger King» города Пензы, в котором она всячески оскорбляет посетителей заведения и ведёт себя провокационно.
Летом того же года Юля переехала в Москву, чтобы принять участие в одном из сезонов шоу «Пацанки», но в шоу её не взяли. Из Москвы выпустила серию роликов-пранков, в которых также оскорбляла и унижала людей, сожгла Новый Завет и вела себя вызывающе.
В ноябре блогерша пришла в ресторан «Вкусно — и точка» с ножом и искала «кудрявого мальчика», чтобы зарезать его. На следующий день на Юлю было возбуждено уголовное дело по статье «Хулиганство», она была задержана и отправлена под домашний арест. 16 января 2023 года выпрыгнула с восьмого этажа из окна своего дома под наркотическим опьянением и получила травмы ноги, после чего Юлей заинтересовалась глава «Лиги Безопасного Интернета» Екатерина Мизулина. В сентябре того же года блогерша была признана невменяемой и должна была быть отправлена на принудительное лечение в психиатрическую больницу. После выписки из больницы уехала в Крым, где была арестована и приговорена к 13 суткам административного ареста за употребление наркотиков. После выхода на свободу блогерша была оштрафована на 5 тысяч рублей и по поддельному паспорту сбежала в Армению.
В Ереване Финесс вместе со своим другом продолжила снимать провокационные ролики, в которых они вели себя неадекватно: мочились в центре города, выдергивали у продавщицы букеты из ваз и танцевали на них, брали с прилавка фрукты и швырялись ими в продавщицу. В декабре 2023 года в квартиру блогерши ворвались неизвестные в масках, поставили девушку на колени, обрили налысо, облили марганцовкой, избили и заставили извиняться перед армянским народом. После происшествия, 9 декабря Финесс была задержана, и на неё было возбуждено уголовное дело по статье «Хулиганство, совершённое группой лиц». 12 декабря, во время очной ставки в рамках предварительного следствия, блогерша отпросилась в туалет, где выпрыгнула из окна и упала на козырёк здания, сломав два ребра. Девушку отправили в медицинский центр, а после лечения — в СИЗО. 24 мая 2024 года экспертиза признала Юлию невменяемой, над ней был установлен врачебный контроль.
В феврале 2024 года написала открытое письмо президенту Российской Федерации Владимиру Путину с просьбой отправить её на российско-украинскую войну.
18 июля 2025 года была освобождена из под стражи.

## Личная жизнь
С ноября по декабрь 2022 года встречалась с рэпером Пашей Техником (1984—2025).
В 2023 в ходе судебных разбирательств Финесс диагностировали шизотипическое расстройство.

## Интервью
- Клиника доктора Шурова. ЮЛЯ ФИНЕСС: Как я вышла с 8 этажа! Групповое изнасилование под мефедроном, психиатрическая больница[19].
- Клиника доктора Шурова. ЮЛИЯ ФИНЕСС! 3 МЕСЯЦА БЕЗ НАРКОТИКОВ! Как проходит реабилитация? Ксанакс, аптечная наркомания, соли[20].